# Carex elata
Laîche raide, Laîche élevée
Espèce
Statut de conservation UICN

LC : Préoccupation mineure
Carex elata, la Laîche raide ou Laîche élevée, est une espèce de plantes à fleurs herbacées vivaces de la famille des Cyperaceae. Originaire d'Europe élargie à l'Asie occidentale et à l'Afrique du Nord, elle pousse dans les masses d'eau peu profonde. Elle mesure jusqu'à 120 cm de hauteur. Ses inflorescences sont en épis.

## Répartition
L'aire de répartition de l'espèce recouvre toute l'Europe (sauf l'Albanie, la Crimée et la Bulgarie), ainsi que le Maroc et le nord de l'Algérie, et à l'est jusqu'en Iran et au Kazakhstan.
C. elata est répandue et abondante dans une grande partie de son aire de répartition en Europe du Nord et centrale, bien qu'elle soit rare et menacée dans le bassin méditerranéen et dans une grande partie du Moyen-Orient. En Iran, elle n'a été trouvée qu'à un seul endroit près de la frontière irakienne.

## Description

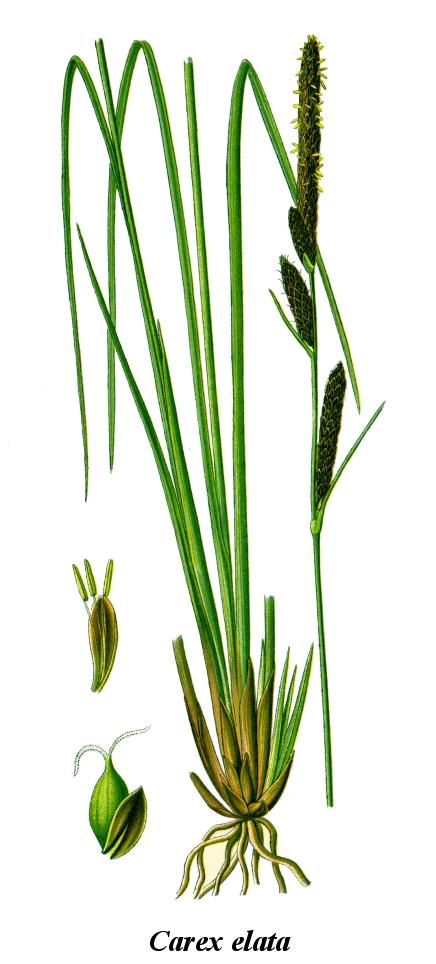
Illustration botanique de Carex elata.

C. elata mesure jusqu'à 120 cm de hauteur et forme des grosses touffes très denses. Sa tige est assez rêche et présente une section triangulaire. La souche, à écailles brun clair, est sans rhizomes horizontaux. Les feuilles sont larges de 3 à 5 mm et aplaties au sommet. Il y a un ou deux épis mâles à fleurs jaunes généralement accompagnés de deux ou trois épis femelles blancs ; les épis sont sans pédoncule. Les fruits sont verts et lisses, munis d'une petite pointe terminale.

## Habitat et écologie

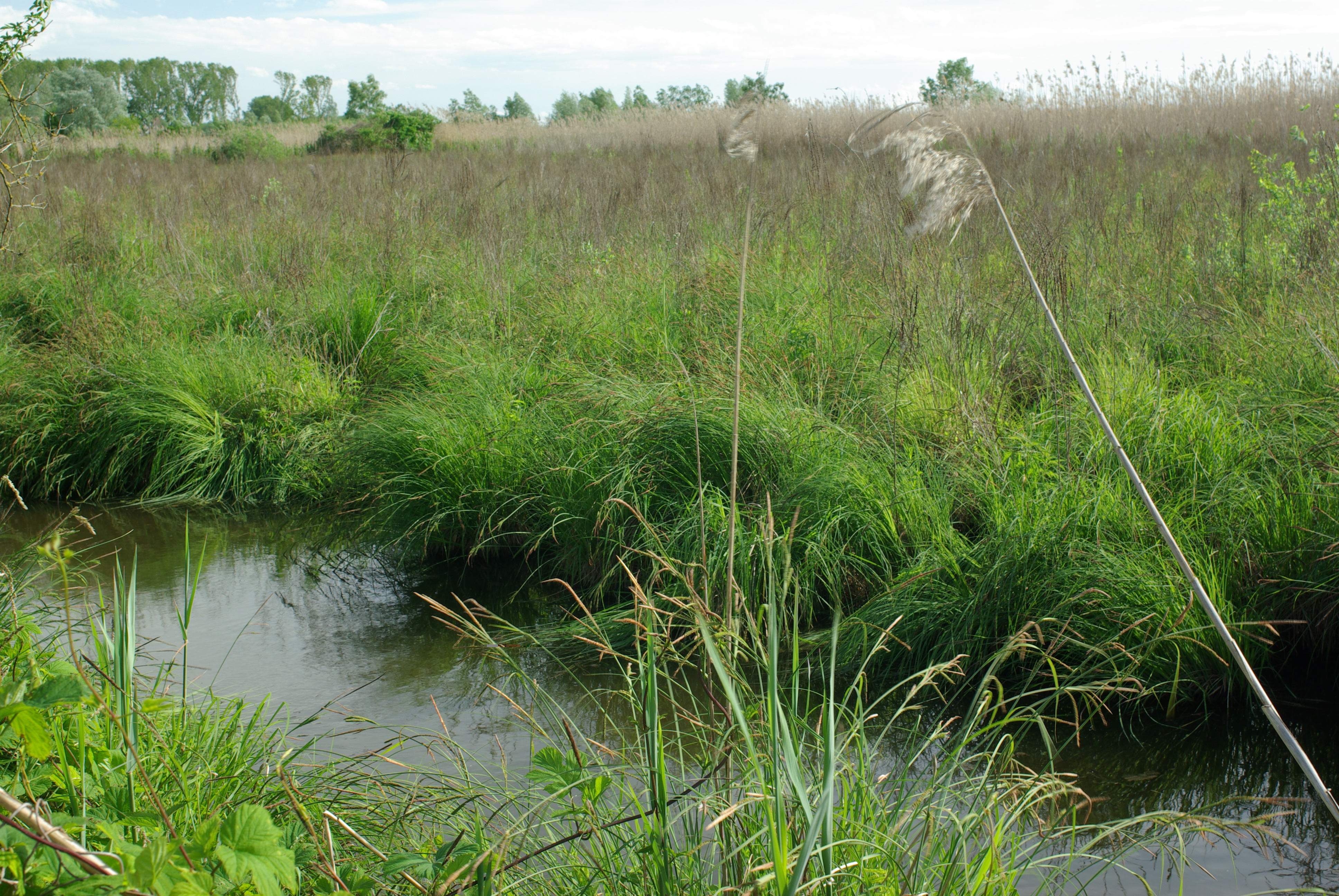
C. elata dans son habitat.

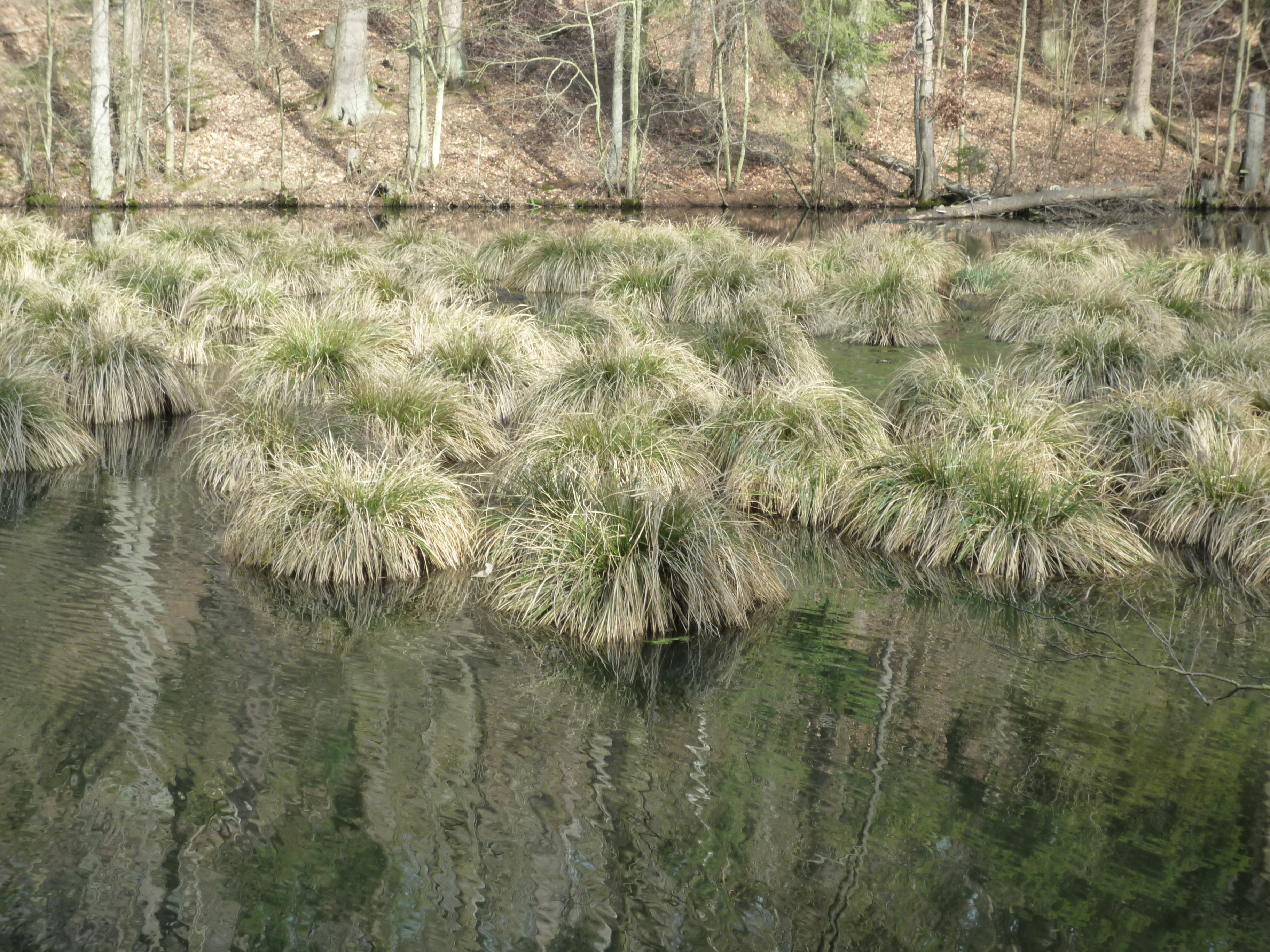
Formation en touradons.

C. elata pousse typiquement dans des marais oligotrophes à eutrophes et souvent calcaires, des lacs, des étangs et des bords de rivière, principalement dans des eaux peu profondes, maximum 30 cm de profondeur. Elle est présente jusqu'à une altitude de 1 500 m. C'est une espèce caractéristique des formations à Phalaris arundinacea, des communautés à grandes Laîches, des saussaies marécageuses à Saule cendré, des cariçaies à Laîche raide, des prairies à Jonc à tépales obtus, des cariçaies à Laîche raide et Laîche gazonnante, des aulnaies marécageuses méso-eutrophes, des communautés de grands Carex (magnocariçaies), et c'est une espèce indicatrice des végétations à Marisque et des prés humides méditerranéens de Provence.
Les pieds immergés de la plante sont le refuge de gastéropodes, de petits crustacés, de bryozoaires, de petits poissons, de tritons, de grenouilles et de nombreux micro-organismes.

## Biologie
C'est une plante hermaphrodite. La floraison a lieu d'avril à juin. La pollinisation se fait par le vent (anémogamie), et la dispersion des graines se fait par l'eau (hydrochorie).

## Systématique
L'espèce est décrite en premier en 1785 par le botaniste piémontais Carlo Allioni, qui la classe dans le genre Carex sous le nom binominal Carex elata.
Ce taxon porte en français les noms vernaculaires ou normalisés « Laîche raide » ou « Laîche élevée »,,,.

### Sous-espèces
Liste des sous-espèces selon GBIF (9 juillet 2021) et Plants of the World online (POWO) (9 juillet 2021) :
- Carex elata subsp. elata
- Carex elata subsp. omskiana (Meinsh.) Jalas

Selon l'INPN (9 juillet 2021) :
- Carex elata All., 1785 subsp. elata
- Carex elata subsp. reuteriana (Boiss.) Luceño & Aedo, 1990

### Synonymes
Carex elata a pour synonymes :
- Carex cespitosa subsp. elata (All.) Fiori[6]
- Carex cespitosa var. elata (All.) Fiori[6]
- Carex gracilis Wimm., 1849[4]
- Carex homalocarpa Peterm., 1844[4]
- Carex hudsonii A.Benn., 1895[4]
- Carex macra Steud., 1855[4]
- Carex melanochloros Thuill., 1799[4]
- Carex reticulosa subsp. stricta O.Schwarz, 1949[4]
- Carex reticulosa Peterm., 1844[4]
- Carex stricta subsp. subrotunda (J.Serres) K.Richt., 1890[4]
- Carex stricta var. homalocarpa (Peterm.) Rouy, 1912[4]
- Carex stricta var. macra Rouy, 1912[6],[4]
- Carex stricta var. reticulosa (Peterm.) Rouy, 1912[4]
- Carex stricta Gooden., 1794[4]
- Carex subrotunda J.Serres, 1857[6],[4]
- Diemisa stricta Raf., 1840[4]
- Vignantha stricta (Schrank) Schur, 1866[4]
- Vignea stricta Rchb., 1830[4]

## Menaces et conservation
En Wallonie, cette espèce est mentionnée dans l'Annexe 6b du décret du 6 décembre 2001 modifiant la Loi du 12 juillet 1973 de la Conservation de la Nature qui indique (Article 3) que cette espèce est partiellement protégée, étant « menacée d'extinction ».
En France, C. elata est classée « espèce vulnérable » (VU) sur la Liste rouge de la Flore vasculaire de Haute-Normandie. Elle est par contre de préoccupation mineure aux échelles nationale, européenne et mondiale. En effet, l'Union internationale pour la conservation de la nature (UICN) considère que l'espèce est largement répandue, avec des populations stables dans la plupart de son aire de répartition, et qu'elle n'est pas exposée à des menaces majeures.

## Utilisation

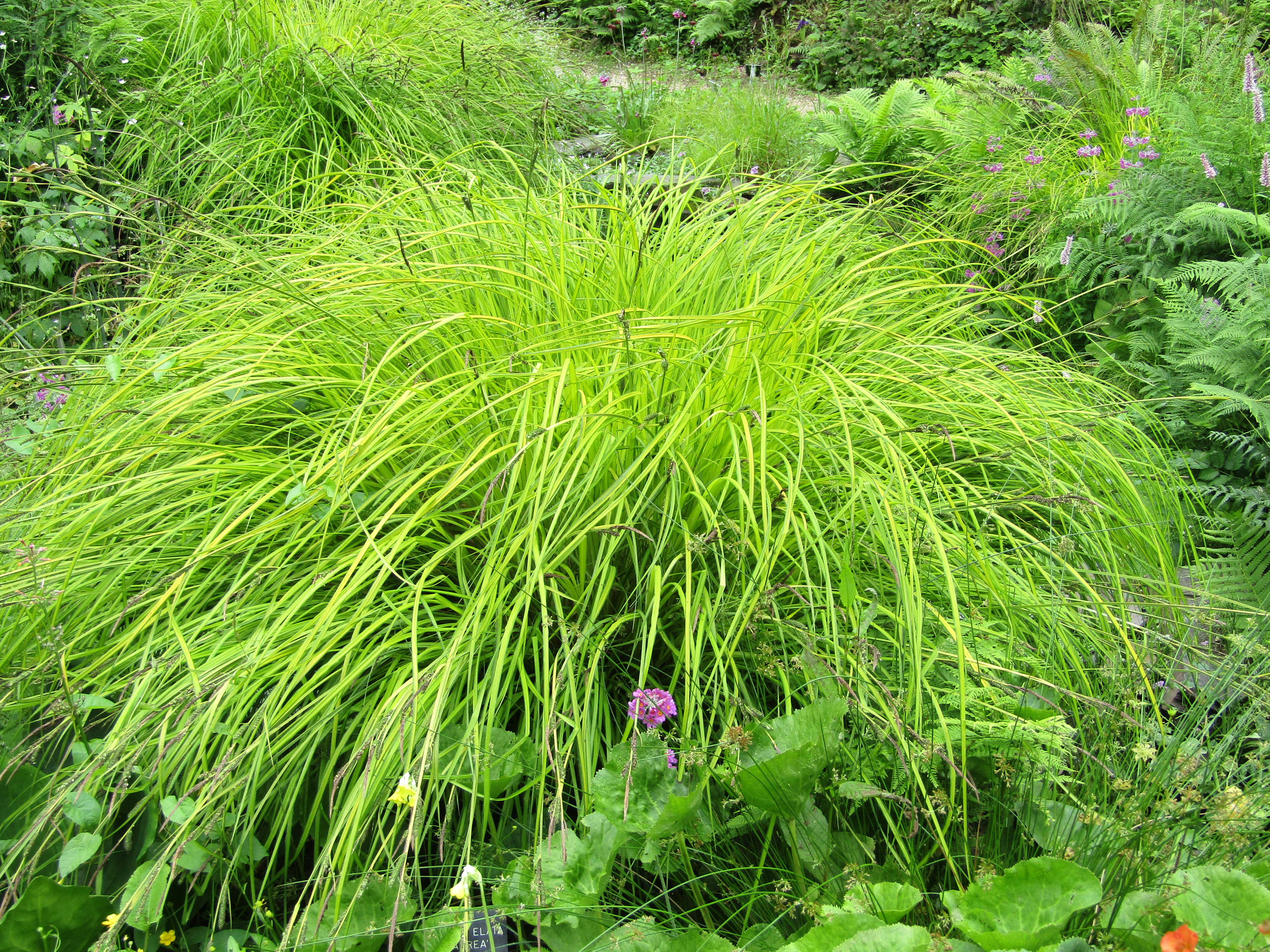
Carex elata 'Aurea'.

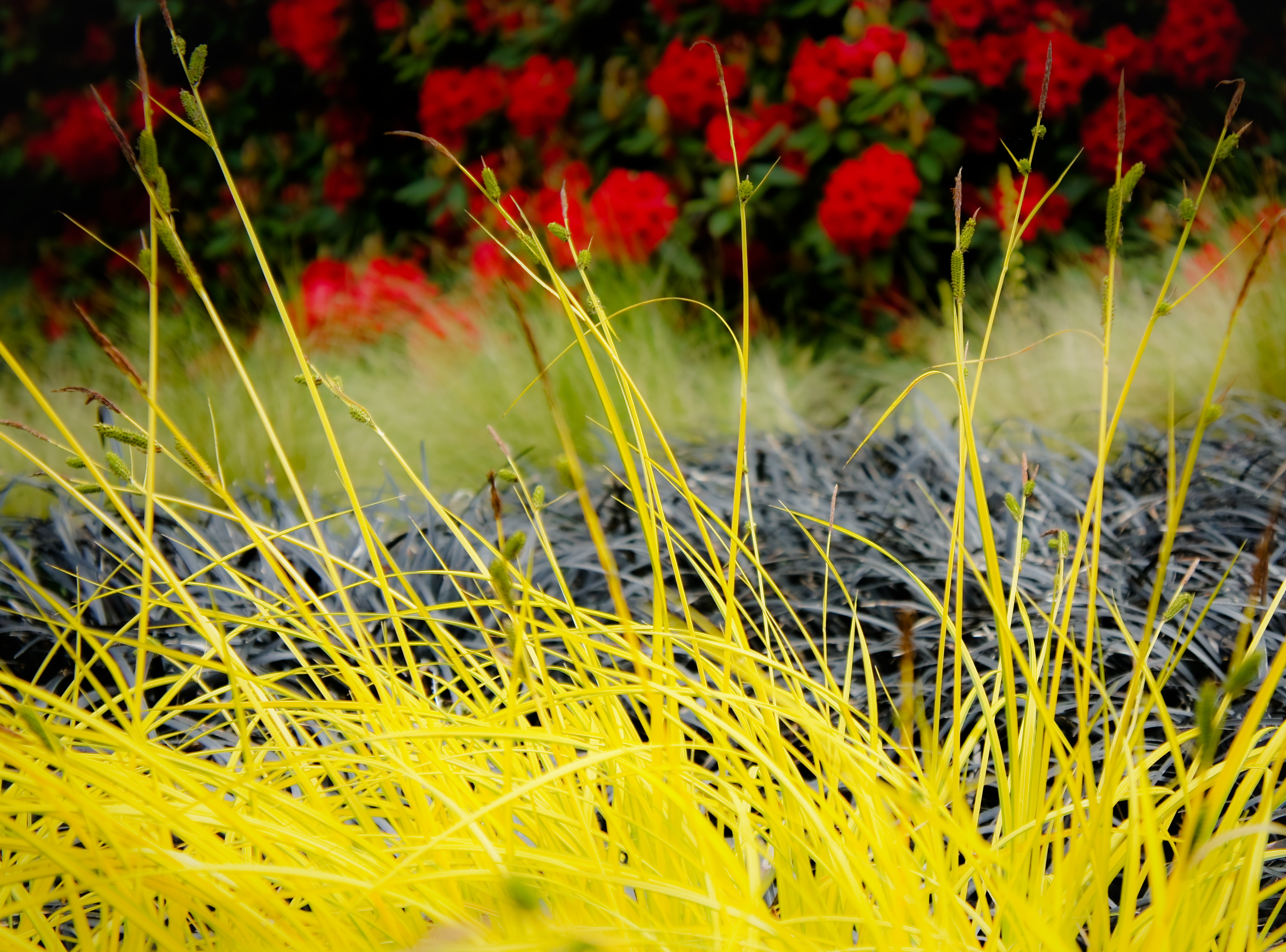
Carex elata 'Aurea'.

Il existe un cultivar, Carex elata 'Aurea', planté comme herbacée ornementale.